# Козе-Поле
Козе-Поле (пол. Kozie Pole) — село в Польщі, у гміні Житно Радомщанського повіту Лодзинського воєводства.
Населення — 61 особа (2011).
У 1975-1998 роках село належало до Ченстоховського воєводства.

## Демографія
Демографічна структура станом на 31 березня 2011 року:
|          | Загалом | Допрацездатний вік | Працездатний вік | Постпрацездатний вік |
| -------- | ------- | ------------------ | ---------------- | -------------------- |
| Чоловіки | 31      | 1                  | 20               | 10                   |
| Жінки    | 30      | 4                  | 11               | 15                   |
| Разом    | 61      | 5                  | 31               | 25                   |